# Songs From The Julekalender
Songs From The Julekalender er et album af De Nattergale med sangene fra deres julekalender, The Julekalender
Albummet blev genudgivet i 2001, hvor det inkluderede et remix af "The Støvledance".
Sangene på albummet er sunget på i en blanding af dansk og engelsk, som det er karakteristisk for nisserne i julekalenderen, med undtagelse af "Jäger-Lied", der bliver sunget på tysk.
Songs From The Julekalender toppede som #8 på Tjeklistens Album Top 20 og var på listen i otte uger. Sangen "The Støvledance" nåede #25 på Tracklisten, og var på listen i to uger.

## Spor
1. "It's Hard to Be a Nissemand"
2. "The Støvledance"
3. "Long Time Ago in Bethlehem"
4. "Rosita og Carlo"
5. "Snit a Little Bittle"
6. "De Kære Minder"
7. "Jäger-Lied"
8. "The Dæjlig News Blues"
9. "Will She Wait For Me?"
10. "Knokkel Pukkel Man"
11. "Thousands of Vendings"
12. "The Blues"
13. "It's Good to Be a Nissemand"
14. "The Playdose"
15. "The Støvledance" (The Phony Remix" (ekstranummer på nogle af CD'erne)